# Operacija Tvigi '94
Operacija Tvigi '94 je bila obustavljena vojna operacija HVO-a i posljednja bitka u Bošnjačkom-hrvatskom sukobu. Započela je 24. siječnja 1994., a cilj joj je bio poraz Armije BiH na području Uskoplja i Rame te povezivanje sa hrvatskom Lašvanskom i Kiseljačkom enklavom. Operacija je obustavljena 21. veljače 1994. zbog primirja između HVO-a i ABiH koje je stupilo na snagu 25. veljače 1994. kao uvod u potpisivanje Washingtonskog sporazuma i prestanka Bošnjačko-hrvatskog sukoba.